# Баския (фильм)
«Баския» (англ. Basquiat) — биографическая драма Джулиана Шнабеля 1996 года, повествующая о жизни американского художника Жана-Мишеля Баския.

## Сюжет
История драматической жизни художника-неоэкспрессиониста Жана-Мишеля Баскии: становление, слава и саморазрушение, — и всё на фоне богемной жизни Нью-Йорка начала 80-х годов XX века. Он был и остаётся знаменит своим неординарным стилем и ярким характером. Многие картины Баския относятся к наиболее значимым и дорогим работам уличного искусства современности. Фильм заканчивается титрами, сообщающими зрителям, что Баския умер от передозировки героина 12 августа 1988 года в возрасте 27 лет .

## В ролях
- Джеффри Райт — Жан-Мишель Баския[2]
- Гэри Олдмен — Альберт Мило
- Дэвид Боуи — Энди Уорхол
- Бенисио дель Торо — Бенни Дальмау
- Деннис Хоппер — Бруно Бишофбергер
- Уиллем Дефо — электрик-художник
- Кристофер Уокен — интервьюер
- Клэр Форлани — Джина Кардинале
- Майкл Уинкотт — Рене Рикар[англ.]
- Кортни Лав — Би Пинк
- Татум О’Нил — Синтия Крюгер
- Паркер Поузи — Мэри Бун
- Сэм Рокуэлл — бандит
- Винсент Галло — камео

## Награды и номинации
| Премия                              | Категория                                        | Номинант          | Результат |
| ----------------------------------- | ------------------------------------------------ | ----------------- | --------- |
| «Независимый дух»                   | Лучшая мужская роль второго плана                | Бенисио Дель Торо | Победа    |
| «Независимый дух»                   | Лучшая дебютная роль                             | Джеффри Райт      | Номинация |
| Национальный совет кинокритиков США | Особое упоминание за мастерство кинопроизводства |                   | Победа    |
| Венецианский кинофестиваль          | Золотой лев                                      | Джулиан Шнабель   | Номинация |